# Álom luxuskivitelben (film)
Az Álom luxuskivitelben (Breakfast at Tiffany’s) 1961-ben bemutatott színes, amerikai romantikus filmvígjáték. Blake Edwards alkotása Truman Capote 1958-ban megjelent azonos című kisregénye alapján készült, amely magyar nyelven is olvasható. A forgatás 1960. október 9-én kezdődött, és bő két hónappal később, december 21-én ért véget. A két főszerepet Audrey Hepburn és George Peppard játszották. Holly Golightly megformálása jelentős imázsváltást jelentett Hepburn pályáján, noha később ő maga és számos kritikus úgy vélte, hiba volt ráosztani ezt a szerepet. A Süddeutsche Zeitung kritikusa szerint „Audrey Hepburn a legvarázslatosabb szereposztásbeli tévedés, ami csak elképzelhető”. Ennek ellenére az Álom luxuskivitelben egyike a színésznő legnépszerűbb filmjeinek és alakításainak. Az általa előadott Moon River című betétdalt azóta sztárok tucatjai énekelték el, Henry Mancini zeneszerző szerint azonban egyikőjük előadása sem közelítette meg Audrey-ét.

## A cselekmény
New York, az 5. sugárút hajnalban. Estélyi ruhás nő száll ki egy taxiból – a bájos teremtést Holly Golightlynak hívják –, és néhány percre megáll a Tiffany ékszerüzlet kirakata előtt, hogy elfogyassza a reggelijét. Utána hazasétál. A ház előtt egyik hódolója, Sid Arbuck várja. Holly elvesztette a kulcsát, ezért egyik szomszédjához, a fényképész Mr. Yunioshihoz csenget be. A lépcsőházban megpróbálja lerázni Sidet. A lépcső tetején megjelenik az ingerült Mr. Yunioshi, akit a lány már nem először csenget fel. Holly kedvesen azt mondja neki, hogy ne dühöngjön, és akkor esetleg majd megcsinálhatja róla azokat a képeket, melyekről beszéltek. Mr. Yunioshi rögtön arról érdeklődik, hogy mikor, de Holly nem mond pontos dátumot, hanem besiet a lakásába. Sid az ajtón kívül marad. Eltelik néhány óra. Holly a kapucsengő hangjára ébred. Ezúttal őt ébreszti fel valaki. Egy jóképű fiatalember érkezik, ő lesz az új lakó. Paul Varjaknak hívják, nem jó kulcsot kapott az új otthonához. Holly beengedi a saját lakásába, hogy a férfi onnan telefonáljon. A lányban hamarosan tudatosul, hogy csütörtök van. Sietősen készülődnie kell, ezen a napon ugyanis mindig beszélőre megy a Sing Singbe. Egy „édes öregurat” látogat meg, Tomato (= Paradicsom) Sallyt, akit az újságok maffiózóként emlegetnek, pedig Holly szerint csupán annyi van a rovásán, hogy csalt egy kicsit a jövedelemadóval. Egyébként semmi köze Tomatóhoz, egy ügyvéd ismerőse kérte meg, hogy látogassa rendszeresen az ügyfelét a börtönben. Némi pénzt is fizet mindezért, Holly pedig cserébe az időjárásról szállít híreket a két férfi között. Paul udvariasan kikíséri a lányt az érkező taxihoz, amelyből egy elegáns nő száll ki. A férfi a lakberendezőjeként mutatja be a nőt Hollynak.
Beesteledik. Hollyhoz egy újabb hódoló érkezik, a lány azonban nem engedi be a dörömbölő lovagot. Inkább megszökik a saját lakásából, és a tűzlétrán felmegy Paulhoz. Az ablakon keresztül szemtanúja lesz a „lakberendező” távozásának. Utána bemászik a fiatalemberhez. Beszélgetni kezdenek. Holly azt állítja, hogy Paul hasonlít Fred nevű bátyjára, és ha nem haragszik, ezentúl inkább Frednek szólítaná. A lány 300 dollárt lát az éjjeliszekrényen: a lakberendező hagyta ott. Holly talán butácskának néz ki, de egyáltalán nem ostoba. Egyenesen rákérdez arra, hogy Paul pontosan mennyi időt töltött a „lakberendező”-vel ezért az összegért. A férfi már-már kidobja a kíváncsi teremtést, ám Holly kedvesen bocsánatot kér. Folytatják a beszélgetést. Kiderül, hogy Paul reményteljes író, Kilenc élet címmel már meg is jelent egy könyve. Most is dolgozik egy új könyvön. A lány meglepődik ezen a kijelentésen, hiszen Paul írógépében nincs szalag. Újra Fred kerül szóba. Holly elmondja, hogy bátyját – aki most éppen katona – gyerekkorában mindenki gyagyásnak hitte, pedig egyáltalán nem az. A lány Paul mellé bújik az ágyba, csupán azért, hogy szundikáljon egy kicsit. Nyugtalanul alszik, beszél álmában. Miután felriad, Paul megkérdezi, hogy mi baja. Holly sírva fut az ablakhoz, hogy ugyanúgy távozzon, ahogyan jött, és azt mondja a férfinak, hogyha barátok akarnak maradni, soha ne kérdezősködjön.

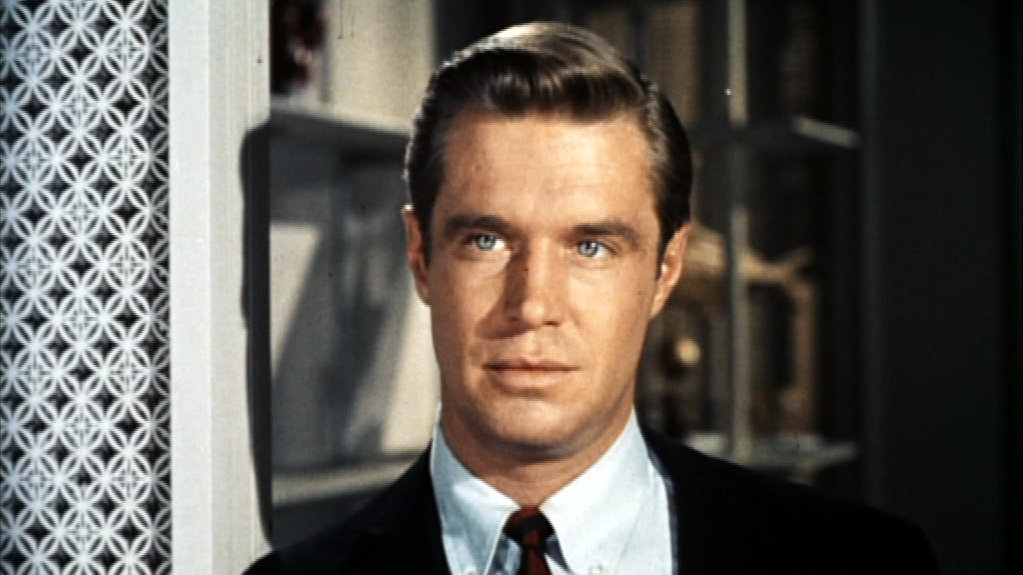
Paul Varjak (George Peppard)

Másnap Paul egy cetlit talál a postaládájában. Holly írta, elnézést kér az estéért, és délután 5-re meghívja a lakásába egy kisebb összejövetelre. A férfi felmegy a saját otthonába. Csöng a telefon: a szeretője hívja, a „lakberendező”, akit csak 2-E-nek nevez. A nő lemondja az aznapi találkát, mert váratlanul hazajött a férje, aki előtt úgy tesz, mintha a barátnőjével csevegne. Holly délutáni összejövetele minden, csak nem kicsi: a vendégekkel zsúfolt lakásban Paul senkit nem ismer. Egy Mr. Berman nevű férfi fogadja, állítása szerint ő fedezte fel Hollyt. Az estélyen megjelenik egy Mag nevű modell, aki két férfit hoz magával: a playboy megjelenésű Josét és a jelentéktelen külsejű Rusty Trawlert. Holly érdeklődését főleg az utóbbi kelti fel, mivel a férfi állítólag tekintélyes vagyonnal rendelkezik. A buli egyre inkább bohózati jelleget ölt, a vendégek egyre gátlástalanabbul viselkednek. Holly például észre se veszi, hogy hatalmas szipkájával véletlenül meggyújtja egy idősebb hölgyvendég kalapját, ahogyan az sem tudatosul benne, hogy néhány pillanattal később el is oltja a tüzet, amikor szintén véletlenül egy pohár italt locsol rá. A mind hangosabb összejövetel felbőszíti Mr. Yunioshit, aki kihívja a rendőrséget. Hollyt nem érdekli különösebben a dolog, ő már hamarabb eltávozik Rustyval. Az esetleges botrány miatt aggodalmaskodó Josét Paul menti ki a felfordulásból a tűzlétrán keresztül. A következő csütörtökön Paul is elmegy Hollyval a Sing Singbe, és megígéri Tomato Sallynek, hogy majd elküldi neki az új regényét.
2-E izgatottan állít be Paulhoz. Szerinte egy férfi van a nyomában: valószínűleg a férje figyelteti. Paul elhatározza, hogy végére jár a dolognak. Lemegy a ház elé, és elindul. Az ismeretlen férfi követni kezdi. Egy parkban végül leül mellé, és beszélgetni kezdenek. Semmi köze 2-E-hez, Holly miatt jött, akinek az igazi neve Lula Mae Barnes, ő pedig a férje, Golightly doki. Lula Mae szegény sorból származik, 14 éves volt, mikor hozzáment Golightlyhoz, akit elhagyott a felesége, sőt a férfira maradt a gyerekek nevelésének gondja is. Jól bánt Lulával, szerinte nem adott okot arra, hogy a lány elhagyja. Arra kéri Pault, szóljon Hollynak, hogy itt van. Paul megígéri, hogy megteszi. Együtt mennek vissza. Paul becsönget Holly ajtaján. Döbbenet helyett a lány elmosolyodik, mikor a férfi Lula Mae-nek szólítja. Tudja, hogy ez azt jelenti, itt van Golightly. Boldogan öleli meg a lépcsőfordulóban várakozó férjét, aki megjegyzi, hogy Lula lefogyott. Kap-e rendesen enni? Ezalatt Paul felmegy a saját lakásába: 2-E nyugodt lehet, semmi vész. A nő távozása után megérkezik Holly, szokása szerint az ablakon át. Arra kéri Pault, hogy kísérje ki a buszállomásra, segítsen meggyőzni Golightlyt, hogy egyedül menjen haza. A lány azt állítja, házasságukat már rég érvénytelenítették, csak a férje nem tud ebbe beletörődni. Az állomáson Holly bejelenti Golightlynak, hogy nem megy vele. Szerinte a férfi hibát követ el: egy vadócot akar szeretni és megszelídíteni, pedig ő már nem Lula Mae. A lány ugyan örömmel értesül arról, hogy szeretett bátyja, Fred hazatér – a fiatalember úgy tudja, még Golightlyval él –, de ennek ellenére nem akar a férjével menni. Golightly arra kéri Pault, hogy vigyázzon a lányra.
Hollyt a látszat ellenére megviselte a találkozás, felejtésként be akar rúgni. Paul vele tart, még egy sztriptízbárba is elvetődnek. Otthon a becsípett lány arról beszél, hogy ezentúl okosabb lesz: egyszerre csak egy férfival fog randizni. Sőt, inkább hozzámegy Rusty Trawlerhez. A sok locsogás után iszogatna még egy kicsit, de már nincs mit. Paultól kér italt, amit ki akar fizetni. Azt mondja, hogy semmit nem fogad el ingyen egy olyan férfitől, aki láthatóan elítéli őt, Paul pedig úgyis megszokta már, hogy nőktől fogadjon el pénzt. A sértett férfi azt tanácsolja, jobban vigyázzon a pénzére, Rustytól nem lesz könnyű szereznie. Holly erre kidobja Pault a lakásából. A férfi másnap becsönget hozzá, hogy tisztázzák a helyzetet. A lábtörlőn a friss újság hever. Főcíme Rusty Trawler újabb (negyedik) házasságáról tudósít, a boldog ara egy gazdag örökösnő. Hollyt a hír nem rázza meg túlzottan, tudta, hogy Rusty le van égve. Nem haragszik Paulra, sőt örül annak a hírnek, hogy egy újság megvette az író egyik novelláját, még előleget is küldött egy 50 dolláros csekk formájában. Elmennek a Tiffanyba, Holly kedvenc helyére. Paul ajándékot szeretne venni a lánynak, ám a Tiffany drága hely, és Holly hallani sem akar arról, hogy Paul beváltsa a csekkjét. 10 dollár készpénz van a férfinál. Ez elegendő arra, hogy a monogramjukat belegravíroztassák abba az olcsó gyűrűbe, melyet közösen találtak egy kekszesdobozban, mint ajándékot. A Tiffany szertartásosan udvarias, de igen megértő eladója ugyan megjegyzi, hogy nem szoktak máshonnan származó ékszerek esetében gravírozást vállalni, de most kivételt tesznek. A boldog lány megcsókolja a segítőkész kereskedőt. A pár elmegy a könyvtárba is, kikölcsönzik Paul könyvét, a Kilenc életet. Holly kérésére a férfi dedikálja a kötetet a tiltakozó könyvtárosnő szeme láttára. A lány megjegyzi, hogy szerinte a könyvtár messze nem olyan csodás hely, mint a Tiffany. Vidám hangulatuk tetőpontján hazafelé menet elcsennek két olcsó jelmezt (maszkot) egy üzletből.
Paul komolyan akar beszélni 2-E-vel. Körülményes bevezetőjéből a nő megsejti, hogy van valakije, de azt hiszi, nem komoly az ügy. Igazából számított is egyszer erre a fordulatra. Paul azonban végleg be akarja fejezni a viszonyukat. A nő leül, hogy megírjon egy csekket 1000 dollárról. Szerinte ez a pénz elegendő arra, hogy a férfi elvigye valahová egy hétre a szeretőjét, s különben is jár neki ennyi pihenő. Akár érdekképviseletbe is tömörülhetne a többi magafajtával, hogy egyéb juttatások is megillessék. A sértésre Paul hasonlóan reagál. Azt feleli, örül, hogy 2-E így megkönnyítette számára a szakítást, és azt javasolja, egy hasonló testalkatú férfit válasszon az utódjának, s akkor még a számára vett öltönyök ujját sem kell felhajtatni. Immár teljesen független férfiként Paul Holly keresésére indul. A könyvtárban találja meg. A lány Dél-Amerikáról szóló könyveket olvas. Úgy döntött, hogy hozzámegy Joséhoz, tehát illendő egy kicsit megismerkednie jövendőbelije hazájával. Holly nem ad magyarázatot arra, hogy miért határozott így. A nyilvános helyen kibontakozó kínos jelenet elől inkább be akar menekülni a mosdóba. Paul ekkor a kezébe adja az 50 dollárról szóló csekket, ugyanis a lány korábban arról beszélt, hogy gazdag imádói mindig ennyi pénzt szoktak neki adni, mikor aprót kér tőlük, hogy kimenjen az illemhelyre. A fiatalok később otthon, a lépcsőházban futnak össze újra. Holly a vőlegényével, Joséval van. Alig néhány pillanat telik el, és a lány lakásából dulakodás zajai szűrődnek ki. Paul berohan. Holly tör-zúz, majd sírva dől az ágyra. José azt állítja, semmit nem tett vele, a lány csupán elolvasta a táviratot, ami várta. Paul felveszi a földre dobott üzenetet, amely Fred váratlan haláláról érkezett.

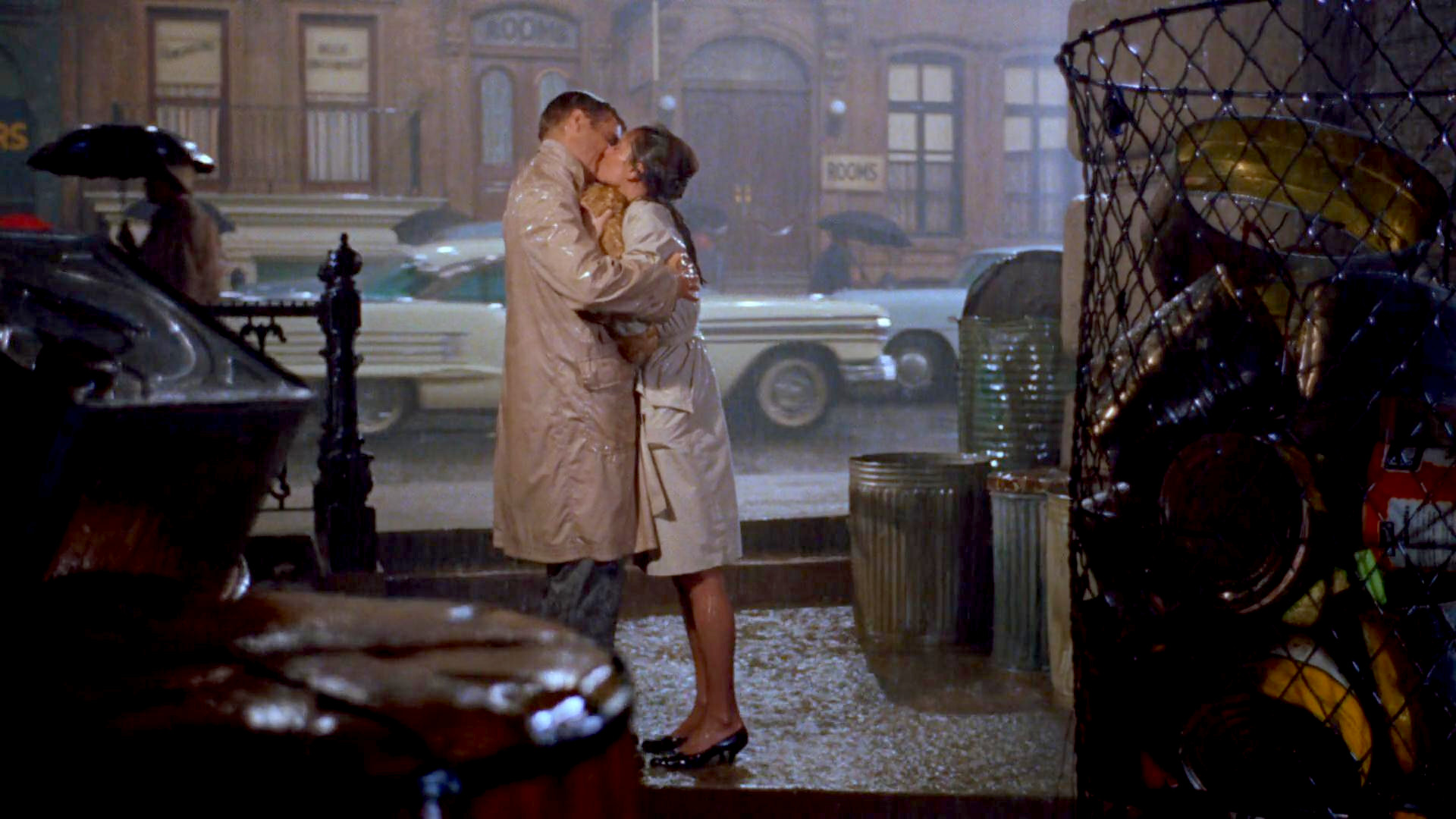
Happy end az esőben (George Peppard és Audrey Hepburn)

Eltelik egy kis idő. Paul felkeresi Hollyt, aki szorgalmasan tanulja az új nyelvet, készül a feleség szerepére. A lány tud arról, hogy Paulnak kezdenek jól alakulni a dolgai, két novellája megjelent a The New Yorkerben, kettő pedig „abban a mókás kis magazinban”. Holly másnap utazik Rióba. José nem megy vele, pozíciója miatt neki nagyon kell ügyelnie a látszatra, s ugyebár ők még nem házasok. Holly nagy családról álmodozik, kilenc gyerekkel. Azt állítja, boldog, de kijelentése nem hangzik túl meggyőzően. Este van már, mire hazaérnek. A lány a biztonság kedvéért 26 kapukulcsot csináltatott, nehogy José véletlenül azt gondolja róla, hogy feledékeny. Nem használja azonban egyiket sem, még egyszer utoljára Mr. Yunioshihoz csenget be. Feleslegesen, mert a kapu nyitva, valaki nem csukta be rendesen. Épphogy belépnek Holly lakásába, Paul kezén máris kattan a bilincs. Hollyt is megbilincselik. Mr. Yunioshi várta őket a rendőrséggel együtt. Persze nem azért kerülnek őrizetbe, mert felcsengették a szomszédot. A dolog hátterében Tomato Sally ügye áll, melyben a kábítószer-ügyosztály intézkedett. Kiderül, hogy a lány által hozott-vitt „időjárás-jelentések” valójában kódolt üzenetek voltak, rajtuk kívül az ügyvédet is őrizetbe vették. Paul hamar kiszabadul. Mr. Berman segítségét kéri Holly érdekében. A férfi megnyugtatja, hogy már intézkedett, letette a 10 ezer dolláros óvadékot, a lányt másnap délelőtt 10-kor elengedik. Paul várja meg őt, vigye el egy hotelbe, álnéven jelentse be, és tartsa távol az újságíróktól. Másnap Paul egy taxiba ülteti Hollyt, hogy Mr. Berman tanácsa szerint cselekedjen. Holly azonban mindenképpen utazni akar, az sem érdekli, hogy a bűnvádi eljárás ideje alatt nem hagyhatja el az országot, sőt az sem, hogy a botrány miatt José táviratban lemondta az esküvőt. Kijelenti, hogy nem hagyja veszendőbe menni a drága repülőjegyet, és egyébként is elege van New Yorkból. Létezik ugyanis olyan erős reflektorfény, ami már árt egy lány megjelenésének. Ő viszont meg tud állni a saját lábán is, nem kell aggódni érte. Megállítja a taxit, és szabadon engedi dédelgetett macskáját, akinek még nevet sem adott soha. Néhány méterrel később a csalódott Paul is kiszáll. Búcsúzóul a lány szemébe vágja, hogy Holly hiába fél attól, hogy valaki ketrecbe zárja, mert ő már ketrecbe zárta saját magát. Odaadja neki a Tiffanynál gravírozott gyűrűt. Szakad az eső. Holly néhány pillanat múlva kiszáll, és Paul után szalad, hogy együtt keressék meg a lány macskáját. Miután megtalálják, boldogan összeölelkeznek a szakadó esőben.

## Háttér-információk

### A Tiffany

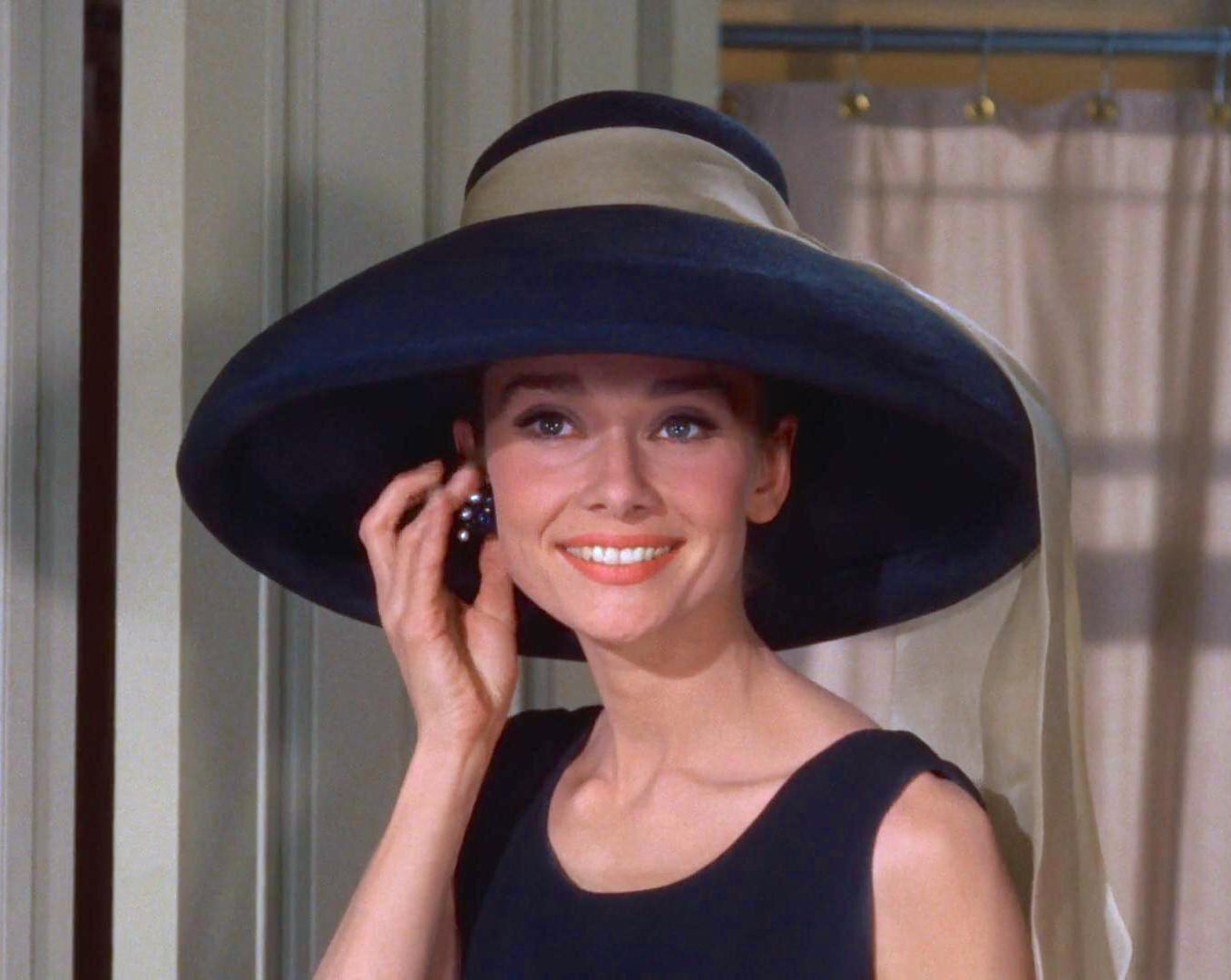
Holly Golightly (Audrey Hepburn)

New York, sőt alighanem az egész világ leghíresebb ékszerüzletét 1837-ben alapította a Connecticut államból érkezett Charles Lewis Tiffany. Az alapító szülei méteráru- és papírkereskedelemmel foglalkoztak. Az első Tiffany ékszerüzlet a Broadway 259. szám alatt nyitotta meg a kapuit. A Tiffany fennállása során hatszor költözött új helyre: lényegében követte a mind északabbra költöző New York-i elitet. 1940-ben költözött az 5. sugárút és az 57. utca sarkára. A cég szimbóluma a gyémánt. 1877-ben Dél-Afrikában egy kanárisárga színű gyémántot találtak. Mr. Tiffany megvásárolta a követ, és Párizsba küldte csiszoltatni. Csiszolás után a kő 128,54 karátos volt 90 felülettel, hogy ezzel a maximális csillogást érjék el. 2,5 × 2,5 centiméteres méretével a legnagyobb gyémántnak számított akkoriban. Ezt a becses ékszert mindössze ketten viselhették: egyikőjük Audrey Hepburn volt az Álom luxuskivitelben forgatása idején. A cég szakmai rangját bizonyítja egyebek mellett az is, hogy a Tiffany foglalat vált az Amerikai Egyesült Államokban az eljegyzési gyűrűk leggyakoribb foglalatává, mivel maximálisan kiemeli a kő ragyogását. Régebben a gyémántok koronafoglalatokba kerültek, melyekben a kövek mélyen ültek, kevés fényt kaptak. Mr. Tiffany ötlete volt a hatágú foglalat, amely azóta szabvány foglalattá vált a gyémántok esetében. Ez a technika távol tartja a követ a foglalattól, ezért alulról is be lehet látni a kőbe.
A Tiffany szoros kapcsolatot épített ki az amerikai kormánnyal, vevői közé tartoztak olyan elnökök is, mint Abraham Lincoln, Ulysses S. Grant és John Fitzgerald Kennedy. A 19. század végén a kormány úgy döntött, hogy megújítja az Egyesült Államok nagypecsétjét. A Tiffany vésnöke, James Whitehouse tervezte meg az új pecsétet. Pontos, precíz és megbízható munkájának köszönhetően a cég neve rövid idő alatt egyenlő lett a minőséggel, és az 1850-es évektől kezdve a Tiffanyt egyre gyakrabban kérték fel különböző rangos sportesemények trófeáinak megtervezésére és elkészítésére. Például az NBA és a NASCAR trófeái szintén a Tiffanynál készülnek. A cég 1987-ben ünnepelte alapításának 150. évfordulóját. A jubileum tiszteletére egy könyv jelent meg a Tiffany történetéről. A kiadvány bevezetőjébe Audrey Hepburn a következőket írta:
„Kedves Tiffany! A szép dolgok mindig örömet okoznak, ezért nem homályosul el a Tiffany művészetének csillogása. A neved 150 éve egyet jelent a szépséggel, stílussal, minőséggel és állandósággal. Felderítettél minket az ékszereiddel, kivilágítottad az otthonainkat a lámpáiddal, ezüstöddel csillogóvá tetted az asztalunk. Megtisztelted az életünket – az enyémet mindenképpen, hiszen meghívtál reggelizni. Hányan mondhatják el, hogy kávét ittak és croissant-t ettek a Tiffanyban? Ezt az emléket mindig megőrzöm. Boldog születésnapot, drága T., szeretettel, de irigykedve is, hiszen 150 év után egyetlen ráncod sincs, de hát a minőség nem öregszik! Odaadó barátod: Audrey Hepburn”

### Szereposztási tévedések és telitalálatok

#### Audrey Hepburn

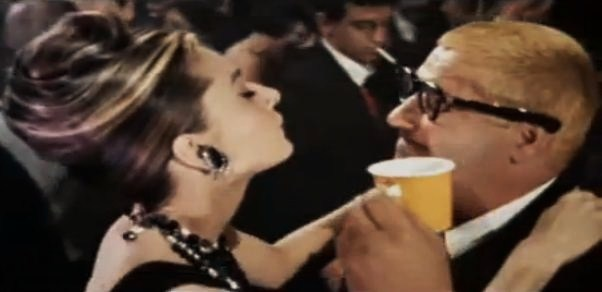
Holly és Rusty a koktélpartin (Audrey Hepburn és Stanley Adams)

Truman Capote azt állította, hogy az Álom luxuskivitelben hősnőjét, Holly Golightlyt Carol Grace-ről mintázta, aki jó barátja volt azokban az időkben, amikor az író New Yorkban élt. (Carol később Walter Matthau felesége lett, előtte azonban kétszer is hozzáment William Saroyan íróhoz. Holly figurájának megalkotásához egyébként Capote Gloria Vanderbilt és Oona Chaplin bizonyos jellemvonásait is felhasználta.) Amikor Capote eladta a kisregény jogait a Paramountnak, azt szerette volna, hogy Marilyn Monroe kapja meg a főszerepet. A filmvállalat illetékesei egyetértettek a választásával. George Axelrod feladata lett, hogy Marilyn egyéniségére szabva írjon forgatókönyvet Capote kisregényéből. A rendezésre a Paramount John Frankenheimert kérte fel. Monroe konzultált Lee Strasberggel, a legendás Actors Studio tanárától viszont azt a tanácsot kapta, hogy ne fogadja el a szerepet, mert nem tesz jót az imázsának. Hasonló indok miatt mondott nemet Kim Novak is. A tervezett film sikere szempontjából persze fontos volt, hogy egy közismert sztár kapja meg a szerepet. A producerek megkörnyékezték Audrey Hepburnt, aki nem sokkal korábban szülte meg első gyermekét akkori férjétől, Mel Ferrertől. A Svájcban élő színésznőt a Paramounthoz kötötte a szerződése. Audrey úgy találta, hogy Holly figurája nagy, de kockázatos szerep. Ezzel a filmgyár képviselői is tisztában voltak. Éppen ezért Hepburn értésére adták, hogy nem kívánnak mereven ragaszkodni a Capote által megírt figurához, George Axelrod már írt is egy variációt, hiszen az eredeti történet a szigorú cenzúra miatt egyébként is itt-ott módosításra szorult. Így például teljesen mellőzni kellett a Holly biszexualitására utaló motívumokat. Finomítani kellett a mű csípős nyelvezetén is. Új szereplőként lépett a történetbe Paul szeretője, Mrs. Failenson, akit a fiatalember csak 2-E-nek (két E) nevez, ami a hölgy lánykori nevének kezdőbetűire utal: Emily Eustace. Az eredeti irodalmi műben jelentős mellékszereplő volt a dadogó modell, Mag Wildwood, aki a hősnő lakótársa lesz egy időre. A filmben Mag csak kis időre jelenik meg mint Holly partijának egyik vendége. A dadogása megmaradt, a kisregénnyel ellentétben azonban a film nem magyarázza meg ennek okát. A legjelentősebb eltérés a befejezésben van, ami az irodalmi mű nyitott befejezésével ellentétben tipikus hollywoodi romantikus happy end.

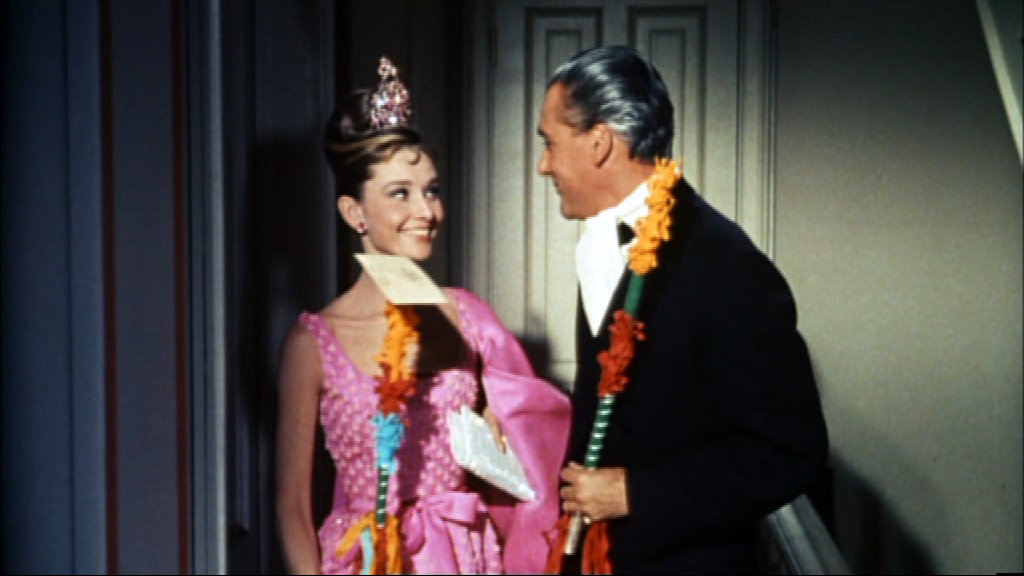
Holly és José (Audrey Hepburn és José Luis de Villalonga)

Audrey számára nem a cenzúra, hanem az imázsváltás jelentette a legnagyobb kockázatot. A színésznő érezte, hogy ideje kilépnie a „bájos és ártatlan gyereklány” skatulyájából, és erre a változtatásra Holly szerepe nagyszerű lehetőséget biztosított. Az Álom luxuskivitelben Audrey karrierje szempontjából lényegében ennek az imázsváltásnak a mozgóképes bizonyítéka: Holly a film elején – sejthető könnyűvérű természete ellenére – még nagyjából ugyanolyan hebrencs lány, mint a színésznő korábbi filmszerepei, ám a történet végére „levetkőzi” az ártatlan naivitás álcáját, leszáll a fellegekből a valóságba, hogy egy pályakezdő író oldalán találja meg a hétköznapok boldogságát. Ahhoz, hogy egy népszerű sztár megszokott imázsát megváltoztassák, biztos kezű rendezőre van szükség. Hepburn úgy érezte, Frankenheimer erre nem alkalmas, hiszen sosem dolgozott vele, egyáltalán nem ismerte a képességeit és a munkamódszereit. Ragaszkodott ahhoz, hogy szerződtessenek helyette mást. Kérését könnyű szívvel teljesítették, ugyanis a producerek időközben amiatt kezdtek aggodalmaskodni, hogy a rendező túl sötét színekben akarta ábrázolni a történetet. Frankenheimer helyére a kicsit idősebb Blake Edwards lépett, aki addig főleg a Fehérnemű hadművelet (1959) című háborús vígjátékkal, illetve tévés produkcióival bizonyította, hogy van érzéke a minőségi szórakoztatáshoz. Hepburn elfogadta őt, szerepére vonatkozóan azonban másoktól is elfogadott tanácsokat. Ennek viszont Edwards egyáltalán nem örült. Neki pontos elképzelései voltak arról, hogy milyen legyen a filmváltozat Hollyja. Állítólag ultimátumot adott a színésznőnek, s ezt közölte vele: „Ennek a filmnek én vagyok a rendezője. Talán nem a legjobb választás, de ez van. Vagy teljesen rám bízod magad, vagy keress helyettem mást.” Audrey szót fogadott, s ettől kezdve kizárólag Edwards instrukcióira hagyatkozott. A rendező 2005-ös visszaemlékezései szerint semmiféle konfliktusuk nem volt a forgatás során, nagyszerűen tudtak együtt dolgozni.

#### A többiek

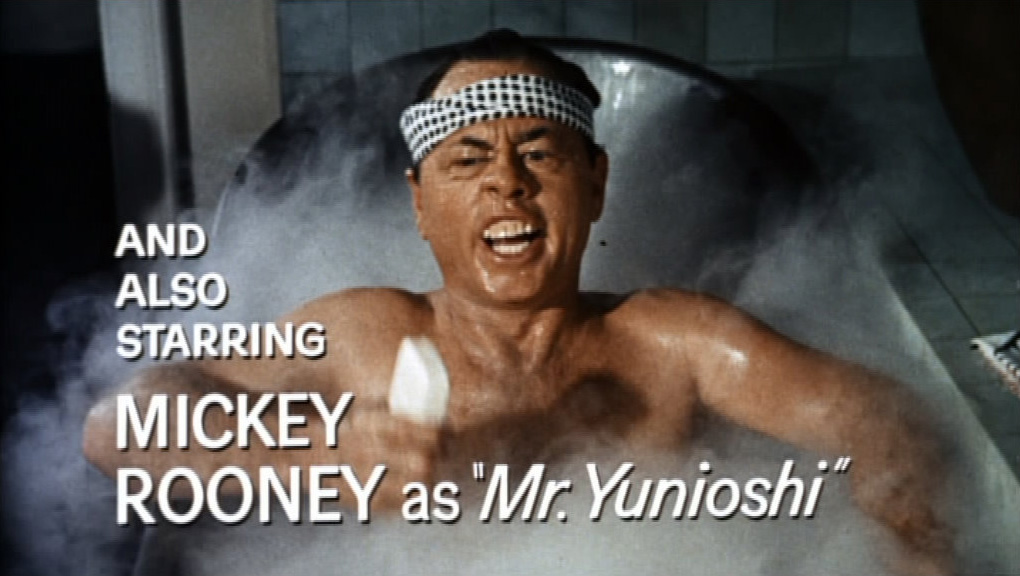
Mr. Yunioshi (Mickey Rooney)

A férfi főszerepre a kezdet kezdetén Steve McQueen volt a legesélyesebb, szerződése azonban a Wanted: Dead or Alive (1958) című tévésorozathoz kötötte, ezért mást kellett keresni helyette. Az Actors Studio tehetséges növendékét, George Peppardot választották, akit mindkét női főszereplő megkedvelt. Audrey Hepburn ugyan idegennek érezte magától a híres színiiskola által képviselt játékstílust, kollégájával azonban haláláig tartotta a baráti kapcsolatot. A 2-E szerepére szerződtetett Patricia Neal szintén az Actors Studio tanítványa volt, ő már csak ezért is örült, hogy együtt játszhat Pepparddal. Évtizedekkel későbbi visszaemlékezéseiben elmondta, női hiúságát legyezgette, hogy partnere a valóságban is flörtölt vele, és gáláns úriember módjára viselkedett. Az eredeti alkotói elképzelés szerint egyébként 2-E jobban uralkodott volna Paul felett, ám Peppard állítólag nem akarta, hogy a közönség túlságosan alárendeltnek lássa őt. A hölgyekkel ellentétben Blake Edwards rendező elégedetlen volt a férfi főszereplővel. A film jubileumi DVD-kiadásának extrái között elmondta, hogy nagyszerűen tudott együtt dolgozni a színésszel, de azóta úgy látja, hiányzott belőle az a „valami”, ami ehhez a szerephez nagyon kellett volna. Edwards elégedetlen volt a Mr. Yunioshit alakító Mickey Rooney-val is, noha jó barátságban voltak. Szíve szerint ő egy igazi japán színésznek adta volna a szerepet, de az akkori hollywoodi szereposztási szisztémában ez a lehetőség komolyabban fel sem merült. Évtizedek távlatából Richard Shepherd producer is úgy ítélte meg, hogy Rooney rossz választás volt, állítólag már forgatás közben arra gondolt, hogy le kéne cserélni. Egy 2008-as interjúban a 88 esztendős Rooney azt nyilatkozta, hogy fájó szívvel értesült az alakítását ért megkésett kritikákról, mivel addig ilyen jellegű észrevételeket nem kapott. A Golightly dokit megformáló Buddy Ebsen az 1930-as évek kedvelt énekes-táncos színésze volt, akit az évek folyamán a nagyközönség lényegében elfelejtett. A próbafelvételen állítólag csak öt sort kellett felolvasnia a szerepéből, ugyanis már annyiból látszott, hogy tökéletes lesz a figura eljátszására. Golightly megformálásának köszönhette Jed Clampett szerepét a The Beverly Hillbillies című sikeres tévésorozatban, amely pályája egyik újabb sikeres állomása lett. Martin Balsam karrierje épp akkoriban kezdett felfelé ívelni, mindenekelőtt Alfred Hitchcock Psycho (1960) című klasszikusának köszönhetően. Az évek folyamán Balsam az amerikai filmművészet egyik legmegbízhatóbb és legtöbbet foglalkoztatott karakterszínészévé vált. José Luis de Villalonga a szóbeszéd szerint a magánéletben is szívesen játszotta a latin szívtipró szerepét, műfajilag tarka filmográfiájában a francia új hullámos Agnès Varda és az olasz Federico Fellini egy-egy alkotása is szerepel (a Cléo 5-től 7-ig, illetve a Júlia és a szellemek).

### A forgatás
A filmet javarészt a Paramount műtermeiben vették fel, beleértve azokat a részeket is, melyekben a szereplők a tűzlétrán keresztül közlekednek, illetve a finálét, amelyben Holly és Paul a szakadó esőben keresik a pár perccel korábban szabadon engedett macskát. Audrey Hepburn évekkel később azt nyilatkozta, hogy a legutálatosabb dolog, amit valaha filmen csinálnia kellett, a cica kiengedése volt az esőbe az Álom luxuskivitelben forgatásán. Egyébként összesen 9 macskával dolgoztak a forgatáson. Hepburn számára nemcsak a záró, hanem a nyitó jelenet felvétele is problémákat okozott. A kezdő képsort ugyanis mindjárt az első forgatási napon, eredeti helyszínen vették fel. Blake Edwards a jubileumi DVD-változaton azt állította, hogy a véletlen a segítségükre sietett, és a máskor egyébként igen forgalmas utca a felvétel időpontjában szinte teljesen néptelen volt. A valóságban azonban nagy tömeg gyűlt össze, hogy megtekintse a forgatást. A csődület elbizonytalanította a színésznőt, aki többször elhibázta a jelenetet. A stáb egyik figyelmetlen tagja ezalatt kis híján halálos áramütést szenvedett. Állítólag ez a baleset járult hozzá ahhoz, hogy Hepburn erőt vegyen a bizonytalanságán, és megcsinálja a jelenetet. A Tiffany nagyvonalú gesztust gyakorolt a film kedvéért: vasárnap is megnyitotta kapuit, hogy a stáb felvegye a szükséges jeleneteket. Erre állítólag a XIX. század óta nem volt példa a cég történetében. Henry Mancini zeneszerző kifejezetten Audrey számára komponálta a Moon River című dalt. (Szövegíró: Johnny Mercer) Az 1957-es Édes pofa című filmben Hepburn már énekelt néhány dalt, ezért Mancini tisztában volt a sztár énekhangjának korlátaival. Egyetlen oktáv hangterjedelemre írta meg a melódiát, hiszen a szoros forgatási menetrend egyébként sem tette lehetővé, hogy a színésznő előzetes énekleckéket vegyen. Egy belső elővetítést követően a Paramount egyik illetékese állítólag ezt mondta: „Nos, remélem, az első dolog, amit teszünk, hogy kivágjuk azt a bugyuta dalt.” A legenda szerint Audrey ingerülten felpattanva kijelentette: „Csak a holttestemen keresztül!” A színésznő akarata győzött, és neki lett igaza: a dal Oscar-díjat kapott, örökzöld slágerré vált, ám Mancini szerint soha senki, még a legnagyobb sztárok sem tudták olyan varázslatosan elénekelni, mint Audrey Hepburn. Ennek ellenére a dal egészen Hepburn haláláig nem jelent meg hivatalos kiadású hanglemezen.

## Érdekességek
- Audrey Hepburn 750 ezer dollárt kapott Holly szerepének eljátszásáért, s ezzel Elizabeth Taylor után a korszak második legjobban fizetett színésznője lett.
- Holly a koktélpartiján először egy törülközőben jelenik meg. A film nem ad magyarázatot erre. A partit valójában egy olyan jelenet előzte meg, amelyet a végleges változatból kihagytak. Ebben Holly fürdőt vesz, ám a csengő hangja miatt gyorsan ki kell szállnia a kádból, és magára kell kapnia valamit. A kihagyott jelenet a film jubileumi DVD-változatán sem látható, se a filmbe utólag beillesztve (mint a sztriptízbáros epizód), se külön extraként.
- A partijelenetet a forgatókönyv nem írta le részletesen, a közreműködők részben saját elképzeléseik, részben Edwards ötletei alapján improvizálták a viselkedésüket.
- A 45. évfordulóra kiadott DVD-változaton volt látható először az a jelenet, melyben Holly és Paul ellátogatnak egy sztriptízbárba, ahol a lány szellemes megjegyzést tesz a vetkőző hölgy műsorszámával kapcsolatban.
- A film egyik jelenetében a becsípett Holly e szavakkal utasítja ki Pault a lakásból: „Innentől eljutni az ajtóig pontosan 4 másodpercig tart. Én kettőt adok neked.” Paulnak valójában tényleg 4 másodpercbe telik, hogy megtegye ezt a rövid utat.
- A 20. századi amerikai filmművészet egyik leghíresebb pillanatképe a szipkázó Hollyt ábrázoló reklámfotó.
- A Premiere filmmagazin listáján az Álom luxuskivitelben eredeti moziplakátja minden idők 25 legjobb filmplakátja között a 18. helyen áll.
- Azt a híres, Hubert de Givenchy által tervezett fekete ruhát, melyet Audrey Hepburn a nyitó jelenetben viselt, egy 2006. december 4-i londoni Christie’s-árverésen 807 ezer dollárért adták el.[3] A filmes relikviák közül ez a második legdrágábban értékesített emléktárgy: az első helyezett az Elfújta a szél (1939) című film Oscar szobrocskája.
- 1966-ban David Merrick produkciójában Broadway-musicalt mutattak be a történetből. Szövegíró: Edward Albee, zeneszerző: Bob Merrill. Holly szerepét Mary Tyler Moore kapta. A darab nem lett siker, néhány előadás után levették a műsorról. 2004-ben újabb zenés változatot mutattak be a film alapján.
- Amikor Paul elmeséli az első este, hogy milyen kritikát kapott könyve a New York Timestól, a magyar szinkronban ennek dátumául 1958 májusát adja meg. Az eredeti angol szöveg szerint a kritika az újság 1956. október 1-jei számában jelent meg. A fordítók feltehetőleg túlságosan kényesnek érezték ezt a dátumot, valamint a kritikából idézett részt („szenvedélyes, érzékeny, mélyen átélt, és ami a legszörnyűbb az összes jelző közül, ígéretes”) ahhoz, hogy ezek együtt elhangozzanak a filmben.

## Bakik
- Holly lábán nincs harisnya, amikor először felmegy a tűzlétrán Paulhoz, ám miután bemászik hozzá az ablakon át, már harisnyát visel. A jelenet folytatásában az ágyban fekvő Paul jobb csuklóján egy óra van. Amikor Holly megkérdezi, hogy jelent-e már meg tőle valami, a férfi a jobb kezével egy doboz felé mutat, de a csuklóján ekkor egyértelműen nincs ott az óra, majd a vágást követően újra látható.
- A partijelenet vége felé Paul egy olyan idősebb hölggyel táncol, aki egy magasba emelt kávéscsészét tart a kezében. A csésze színe először sárga, majd a következő snittben rózsaszín.
- A sztriptízbárban játszódó jelenetben Holly cigarettájának hossza váltakozik.
- Amikor Holly törni-zúzni kezd a lakásában, Paul beszalad hozzá. A lány egy mozdulattal lesöpör mindent egy asztalkáról. A macskát is. Az állat padló irányába esik, a következő snittben mégis az látható, hogy az ablak irányába, felfelé repül. Paul nyakkendője ekkor még a mellénye alatt van. Miután lefekteti a lányt az ágyra, és felegyenesedik, nyakkendője már a mellényen kívül látható. Átmegy a másik szobába Joséhoz, és amikor becsukja maga mögött az ajtót, nyakkendője újra a mellénye alatt van.
- Az utca teljesen száraz, az eső még nem esik, amikor az utolsó jelenet elején Paul és Holly beszállnak a taxiba. A következő snittben a kocsi hátsó szélvédőjét már az eső permetezi, és látható, hogy mögöttük vizes az egész utca.
- A taxiban Holly harisnyát húz a lábára. A bal harisnyáján észrevehetően leszaladt egy szem, de amikor a lány kiszáll a kocsiból, ez az anyaghiba már nem látható. A macska keresése közben Hollyn időnként látható harisnya, máskor nem.
- Az utolsó jelenetben Holly haja már akkor erősen vizes, amikor még csak kezd kiszállni a taxiból.

## Magyar kritikai visszhang
„Akárhogy is nézzük, Holly történetéből semmiképpen sem lett volna szabad jóleső érzéseket sugárzó filmet készíteni. Kétségtelen, hogy Capote hangulatfestő képessége elevenné színezi az elbeszélés sorait, kiváltképp Holly társaságának bemutatása és jellemzése közben, a film azonban javarészt erre a színskálára épít, ezt fejleszti tovább derűs életképpé, és háttérbe hagyja süllyedni a tarka világ álomfosztó árnyait. […] Nehezen mondanám ki, hogy a film meghamisítja a regényt, ez túl erős elmarasztalás volna, de hogy megmásítja, s éppen erkölcsi és művészi kárára másítja meg, az bizonyos. Az író figurája, akinek érzésein és ítéletén a könyvben átszűrődik Cily-Holly egész lénye és cselekedeteinek viharzása, a filmben egy kitartott bonvivánná, közönséges selyemfiúvá változott át, akinek ráadásul még eléggé elviselhetetlen önérzete is van ahhoz, hogy mindent, amit dúsgazdag szeretőjétől kapott, egy melodramatikus pillanatban visszaadjon. Így hát két kitartott ember összetartozásának megnyugtató igazságával zárul az a bújócska-fogócska játék, ami Holly és a fiú, Paul között lejátszódik. Ez pedig tucatigazság, sablonöröm, a mozi kegyes ajándéka a nézőnek, nem pedig a szíveken és az elméken fennakadó élmény.”

(Sas György kritikája. In: Film Színház Muzsika, 1973/38, 1973. szeptember 22., 19. oldal)

## Főbb szereplők
| Szerep                            | Színész                              | Magyar hangja (1. szinkron, 1973) | Magyar hangja (2. szinkron) |
| --------------------------------- | ------------------------------------ | --------------------------------- | --------------------------- |
| Holly Golightly / Lula Mae Barnes | Audrey Hepburn                       | Kútvölgyi Erzsébet                | Györgyi Anna                |
| Paul Varjak / Fred                | George Peppard                       | Ernyey Béla                       | Jakab Csaba                 |
| Mrs. Failenson / 2-E              | Patricia Neal                        | N/A                               | Menszátor Magdolna          |
| Golightly doki                    | Buddy Ebsen                          | Tyll Attila                       | Makay Sándor                |
| O.J. Berman                       | Martin Balsam                        | Benkő Gyula                       | Kertész Péter               |
| José da Silva Pereira             | José Luis de Vilallonga              | Inke László                       | Csernák János               |
| Eladó a Tiffany-nál               | John McGiver                         | Miklósy György                    | Kardos Gábor                |
| Sally Tomato                      | Alan Reed                            | Györffy György                    | Kajtár Róbert               |
| Mag Wildwood                      | Dorothy Whitney                      | Pécsi Ildikó                      | Orosz Anna                  |
| Sztriptíztáncosnő                 | Beverly Powers (Beverly Hills néven) | N/A                               | N/A                         |
| Rusty Trawler                     | Stanley Adams                        | N/A                               | N/A                         |
| Sid Arbuck                        | Claude Stroud                        | Fillár István                     | Kapácsy Miklós              |
| Könyvtáros                        | Elvia Allman                         | Győri Ilona                       | Várnagy Kati                |
| Mr. Yunioshi                      | Mickey Rooney                        | Siklós György                     | Csuja Imre                  |

## Fontosabb díjak és jelölések
Oscar-díj (1962)
- díj Henry Mancini (zene) – Johnny Mercer (szöveg) (legjobb filmdal: Moon River)
- díj Henry Mancini (legjobb filmzene)
- jelölés Audrey Hepburn (legjobb színésznő)
- jelölés George Axelrod (legjobb forgatókönyv)
- jelölés Hal Pereira, Roland Anderson, Sam Corner, Ray Moyer (legjobb díszlet és művészeti vezetés színes film kategóriában)

Golden Globe-díj (1962)
- jelölés Legjobb film (vígjáték kategóriában)
- jelölés Audrey Hepburn (legjobb színésznő, vígjáték kategóriában)

Grammy-díj (1962)
- díj Henry Mancini (legjobb eredeti filmzene)

Amerikai Forgatókönyvírók Egyesülete (1962)
- díj George Axelrod (legjobb forgatókönyv)

Amerikai Rendezők Egyesülete (1962)
- díj Blake Edwards (legjobb rendező)